# Orlando Montoya
Orlando Montoya Herrera (El Dovio, 28 de agosto de 1952-Guayaquil, 11 de enero de 2021) fue un activista LGBT colombiano residente en Ecuador. Fue una de las figuras más importantes en los inicios del activismo por los derechos LGBT en Ecuador y en la campaña por la despenalización de la homosexualidad en el país, que se logró en 1997. Fue además fundador de varias organizaciones LGBT ecuatorianas, entre ellas FEDAEPS y la fundación Equidad.

## Biografía
Nació el 28 de agosto de 1952 en El Dovio, departamento del Valle del Cauca. Antes de trasladarse a Ecuador vivió en Bogotá. El 8 de febrero de 1978 se mudó junto a su novio a Quito, donde los hermanos de Montoya estaban estudiando y donde pensaba permanecer de forma temporal. Un año después terminó la relación con su novio y decidió quedarse de forma permanente en la ciudad.
Durante la década de 1980, Montoya trabajaba como estilista y alcanzó gran prestigio entre la clase alta quiteña, contando entre sus clientes con figuras como María Eugenia Cordovez, primera dama de la república. Debido a que en esos años la homosexualidad seguía siendo un delito, Montoya y varios conocidos suyos que también formaban parte de la diversidad sexual fueron detenidos en reiteradas ocasiones por la policía, particularmente en la época de los escuadrones volantes. Esto marcó el inicio del activismo de Montoya, que empezó a usar la influencia de sus contactos, en particular de la primera dama, para poder tramitar la liberación de varias personas LGBT. Además de ello, sus contactos le ayudaron a conseguir un espacio para ser entrevistado en Canal 4 en 1986, donde denunció los crímenes de odio contra las personas de la diversidad sexual y la impunidad respecto a los mismos. Esto lo convirtió en la primera persona LGBT en aparecer en la televisión ecuatoriana para denunciar casos de homofobia.
Su interés en temas relacionados al VIH nació en 1985, cuando visitó en Bogotá a un amigo cercano que se encontraba grave tras haberse contagiado con la enfermedad. La experiencia lo llevó a empezar a promover educación respecto al tema junto a varios amigos. De este modo, el 25 de diciembre de 1986 creó junto a otras personas el grupo «Entre Amigos», una de las primeras agrupaciones LGBT del país, con el objetivo de trabajar en la prevención del VIH y reclamar por los abusos policiales hacia las personas LGBT. En 1988 el grupo se registró con el nombre de SOGA (Sociedad Gay) y entró en contacto con la Asociación Internacional de Gays y Lesbianas (ILGA).
Otra de las denuncias realizadas por Montoya en esta época fue contra el requerimiento de las autoridades de exigir una prueba de VIH a los estilistas, que era requerida como condición para recibir un carnet sanitario. Para ello se reunió con el director del Programa Nacional de VIH/Sida, entidad creada en 1985. Este encuentro dio paso para que SOGA empezara a trabajar en conjunto con la entidad en temas de prevención de la enfermedad.
Ante el peligro de que la organización fuera penalizada por llevar la palabra «gay» en su nombre, SOGA se convirtió posteriormente en FEDAEPS (Fundación Ecuatoriana de Ayuda, Educación y Prevención del Sida).

### Despenalización de la homosexualidad
Sus esfuerzos para lograr la despenalización de la homosexualidad se iniciaron tras enterarse de la existencia del artículo con el que se criminalizaba a las personas LGBT, el 516 del Código Penal, tras leer el caso de un turista francés que había sido detenido.
En 1994, Montoya realizó una presentación de los casos de abuso policial contra las personas LGBT a delegados de la Comisión Interamericana de Derechos Humanos (CIDH), que se encontraban de visita en el país en relación con el caso de los Hermanos Restrepo. Producto de este encuentro, la CIDH hizo un llamado al gobierno de Ecuador para que se detengan las vulneraciones a los derechos de las personas de la diversidad sexual, pero el estado hizo caso omiso al pedido.
Luego de la Redada del bar Abanicos, una incursión policial a un bar gay ocurrida el 14 de junio de 1997 en que los detenidos sufrieron abusos, varias organizaciones LGBT de Ecuador, entre ellas FEDAEPS, armaron un frente bajo el nombre de Triángulo Andino para buscar la despenalización de la homosexualidad. Entre las figuras destacadas del proceso estuvieron la activista transgénero Purita Pelayo y el propio Montoya. Como producto de esta campaña y luego de un proceso de recolección de firmas para presentar una demanda contra el artículo 516 del Código Penal, el Tribunal Constitucional emitió un dictamen el 25 de noviembre de 1997 en que despenalizó la homosexualidad en el país.

### Activismo posterior
Tras lograr la despenalización de la homosexualidad, Montoya empezó a trabajar desde el colectivo Triángulo Andino para presentar propuestas en la Asamblea Constituyente de Ecuador de 1997 y 1998, que se encontraba en proceso de redactar una nueva Constitución. En una entrevista con diario Hoy, Montoya señaló que la siguiente lucha sería por incluir la no discriminación en el texto constitucional. Sin embargo, esta declaración generó una ruptura con Irene León, quien en ese entonces era la directora de FEDAEPS, porque la idea era presentar propuestas en conjunto con los movimientos feministas. Para lograr la inclusión de la no discriminación en la Constitución, se entregaron 4000 firmas de apoyo, se presentó un escrito y se entró en conversaciones con otros colectivos, lo que ayudó a que el cambio fuera finalmente incluido.
En 2000 fundó junto a activistas como Efraín Soria la Fundación Ecuatoriana Equidad, que también estaba enfocada en apoyo y prevención del VIH/sida. Montoya fue quien sugirió el nombre de Equidad para la fundación y desde la misma impulsó la investigación técnica de la problemática del VIH en el país, además de dirigir la participación de la fundación en actividades públicas como el festival de la diversidad sexual en 2005.
Montoya fue además parte de la Corporación Kimirina.
Falleció el 11 de enero de 2021.